# Parc national Cozia
Le parc national Cozia (en roumain: Parcul Național Cozia) est une aire protégée (parc national de la catégorie II IUCN) située en Roumanie, dans la partie nord de județ de Vâlcea, dans la région historique de Valachie. En 2017, deux forêts primaires ont été inscrites sur la liste du patrimoine mondial de l'UNESCO des forêts primaires de hêtres des Carpates et d'autres régions d'Europe.

## Localisation
Le parc national est situé dans le centre-sud des Carpates méridionales, dans le sud-est des monts Lotru et à l'est des monts Căpățână, sur la moyenne vallée de la rivière Olt.

## Description
Le Parc national Cozia avec une superficie de 17.100 ha a été déclaré aire protégée par la Loi numéro 5 du 6 mars 2000 (publié dans Monitorul Oficial numéro 152 du 12 avril 2000). Il représente une zone montagneuse avec une très grande variété de faune et flore, spécifiques aux Carpates méridionales.

## Galerie

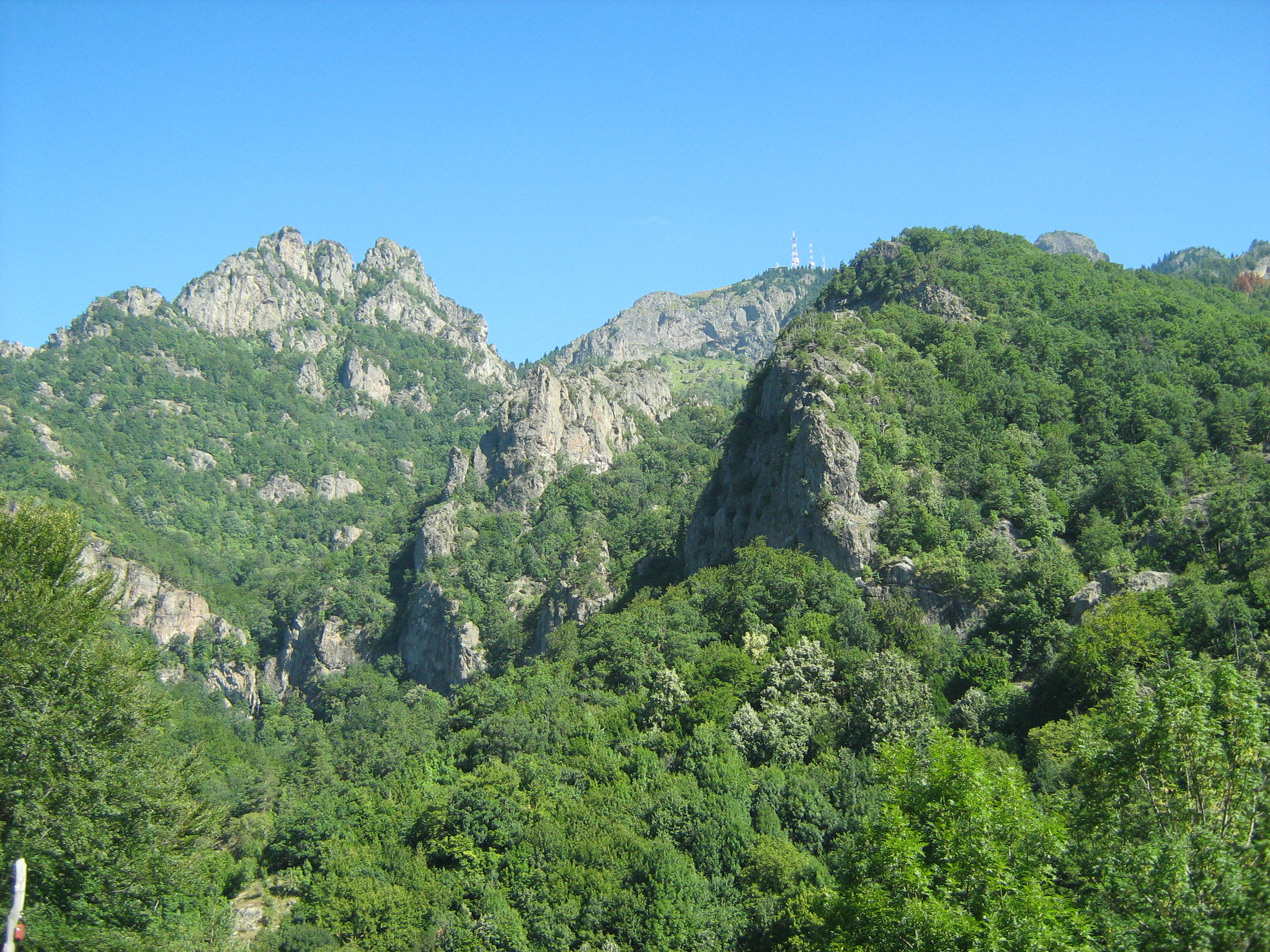
Massif Cozia
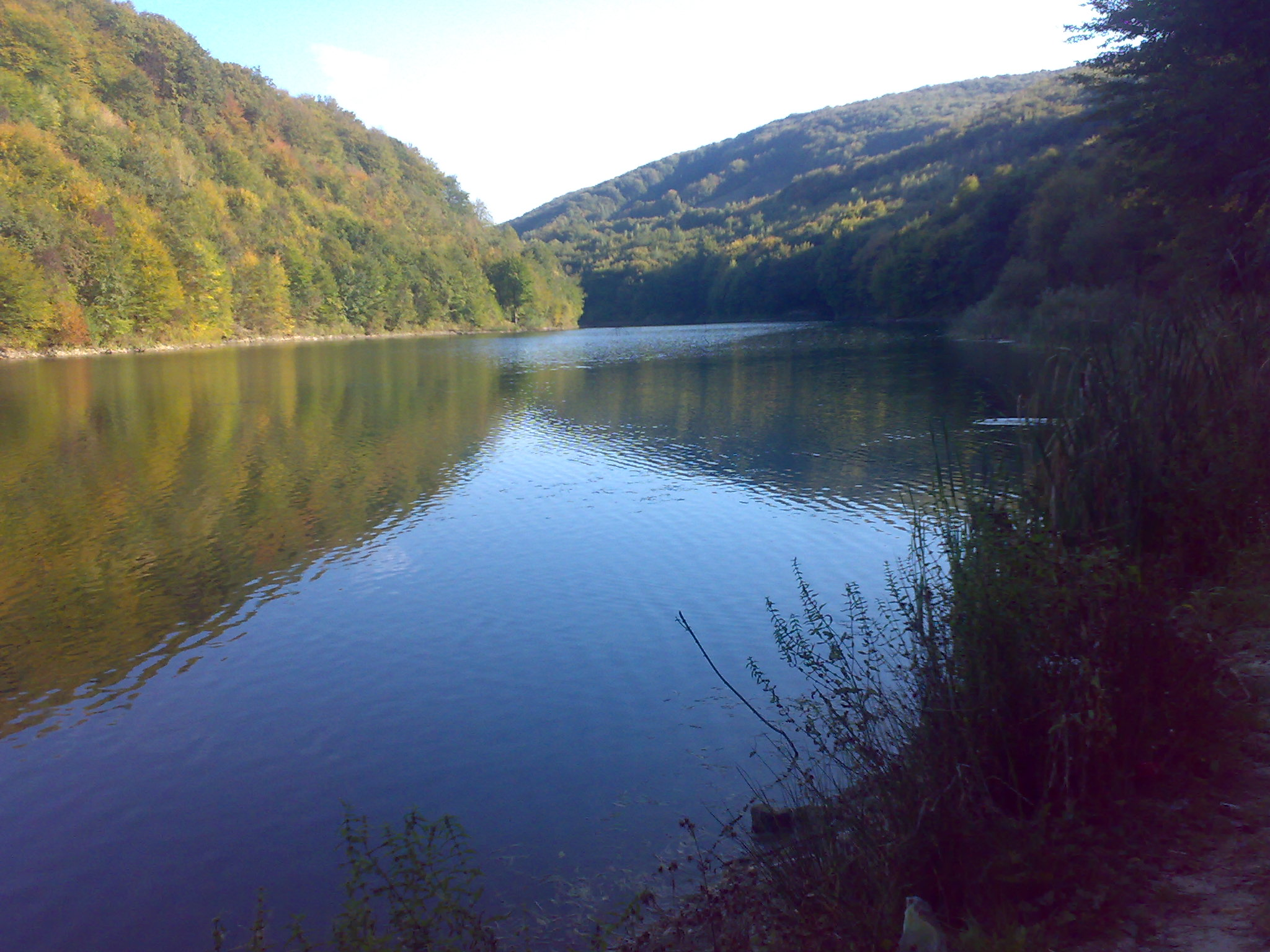
Lac Steril
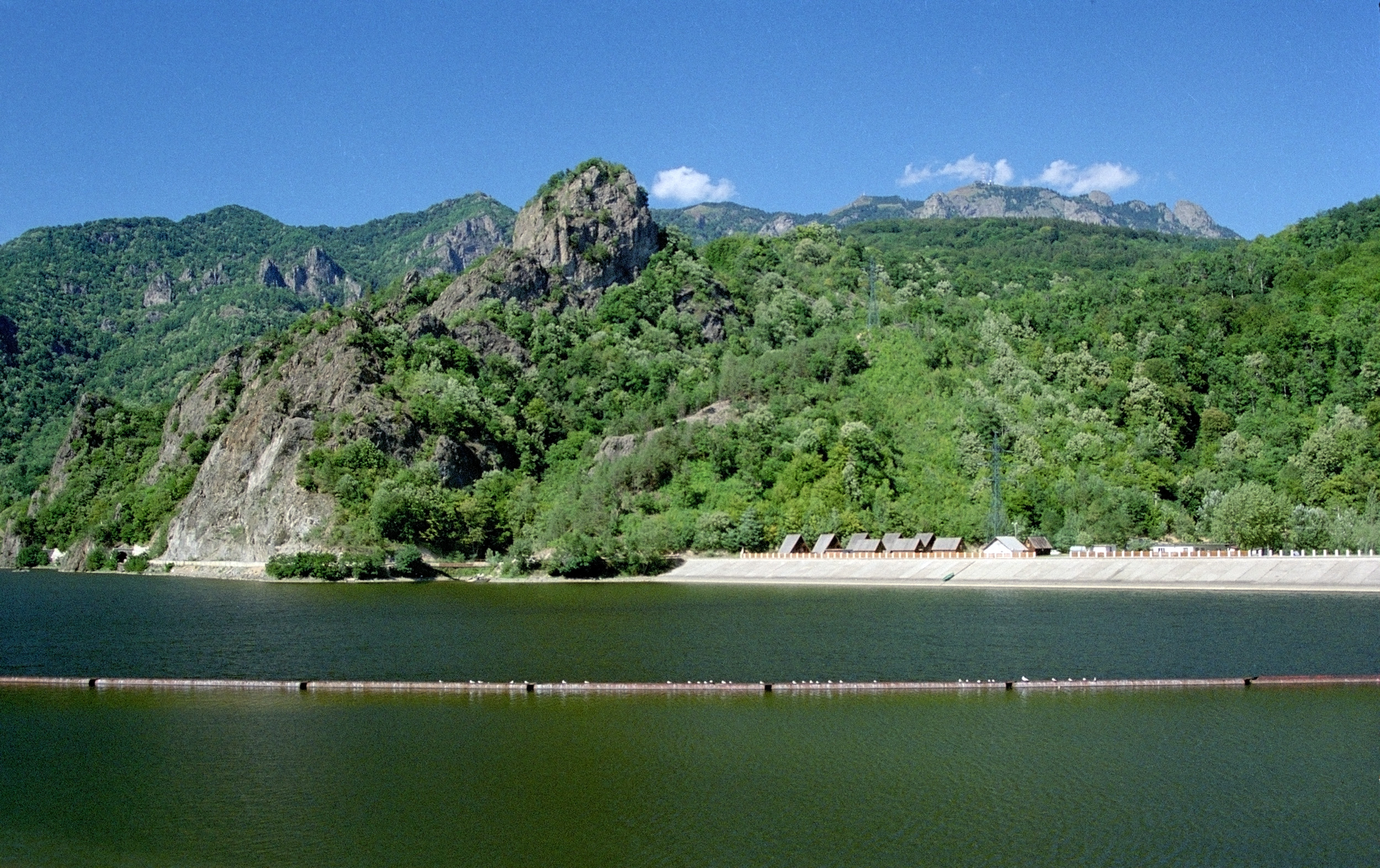
Montagnes Cozia et rivière Olt